# Давид Гросман
Давид Гросман (івр. דויד גרוסמן, Да́від Ґро́сман; нар. 25 січня 1954, Єрусалим) — ізраїльський письменник, драматург,  публіцист і журналіст.

## Біографія
Народився в Єрусалимі. Батько з Польщі. Мати народилася в Єрусалимі.
Давид Гросман служив в ізраїльській армії. Закінчив Єврейський університет, де вивчав філософію і театральне мистецтво. Працював ведучим на радіо Голос Ізраїлю.
У 2006 році його син Урі, що служив в ізраїльській армії, загинув у Другій Ліванській війні.

## Творчість
Першу книгу опублікував в 1979 році. За свій перший роман «Посмішка козеня» (івр. חיוך הגדי), про життя в Юдеї та Самарії під ізраїльської владою, отримав Літературну премію прем'єр-міністра Ізраїлю. За мотивами роману був також знятий фільм. У 1986 році видав роман "Любов" про життя євреїв, які пережили Голокост. У 1987 році опублікував серію документальних статей «Жовтий час» (івр. הזמן הצהוב), засуджують окупацію Ізраїлем Західного берега річки Йордан, яка стала результатом поразки арабів у Шестиденній війні.
Детективно-пригодницький роман Гросмана «З ким би побігати» (2000) став бестселером (тираж у понад 150 тис примірників в Ізраїлі); на його основі також знято фільм. У 2003 році написав текст пісні «Шірат ха-стікер».

## Нагороди
- Літературна премія Ноймана (заснована і присвоюється ізраїльським Університетом імені Бар-Ілана) - за оповідання «Яні на горі» (1980)
- Премія Гаррі Хіршона - за оповідання «Матеріали» (1980)
- Творча премія глави уряду Ізраїлю (1984)
- Премія Бернштейна за найкращий єврейський роман (1985)
- Премія Гар-Ціон - за внесок у справу миру і взаєморозуміння між арабами і євреями (1988)
- Премія Неллі Закс (1991)
- Премія Бернштейна за найкращий єврейський роман (1993)
- Премія Сапіра (2001)
- Літературна премія Бялика (2004)
- Премія ЕМЕТ [en] (2007)
- Премія Альбатрос (Німеччина) - за книгу «Жінка, що тікає від звістки»
- Премія Ганса і Софі Шолль (2008)
- Премія Асоціації композиторів, авторів і музичних видавців Ізраїлю (АКУМ) - за багаторічний внесок в розвиток літератури (2009)
- Премія миру німецьких книгарів (2010)
- Літературна премія Сент-Луїса (2015)
- Міжнародна Букерівська премія (Man Booker International Prize) (2017)

## Переклади українською
- Гроссман Давид. З ким би побігати. Перекладач з російської: Володимир Верховень. Харків: Фоліо. 2015. 348 стор. ISBN: 978-966-03-7572-7-